# Interland Holland - België
De Interland Holland - België is een golfwedstrijd tussen professionals uit Nederland en België.
In de eerste 50 jaren vond het evenement 40 keer plaats. Holland won 22 keer, België 16 keer, en twee keer werd gelijkgespeeld.  De interland bestaat uit een Pro-Am, Foursome Matchplay en Singles Matchplay.

## Uitslagen
| Datum                                        | Jaar | Winnaar       | Score         | Baan                                     |               |
| -------------------------------------------- | ---- | ------------- | ------------- | ---------------------------------------- | ------------- |
|                                              | 2011 | niet gespeeld | niet gespeeld | niet gespeeld                            | niet gespeeld |
| 3 juni                                       | 2010 | Nederland     | 5 - 4         | Royal Golf Club des Fagnes               |               |
| 14 augustus                                  | 2009 | Nederland     | 5 - 4         | Royal Golf Club des Fagnes               |               |
|                                              | 2008 | België        | 6,5 - 2,5     | Royal Golf Club des Fagnes               |               |
|                                              | 2007 | België        | 6,5 - 2,5     | Royal Golf Club des Fagnes               |               |
| 5 september                                  | 1994 | Nederland     | 8 - 4         | Royal Golf Club Sart-Tilman              |               |
|                                              | 1993 | België        | 7,5 - 4,5     | Golf de Durbuy                           |               |
| 20 juli                                      | 1992 | Nederland     | 7,5 - 4,5     | Rosendaelsche Golfclub                   |               |
| 1 september                                  | 1991 | Nederland     | 8 - 4         | Ternesse Golf & Country Club             |               |
| 24 september                                 | 1990 | Nederland     | 9,5 - 2,5     | Eindhovensche Golf                       |               |
| 15 oktober                                   | 1989 | Nederland     | 7,5 - 4,5     | Ternesse Golf & Country Club             |               |
| 31 juli                                      | 1988 | Nederland     | 8 - 4         | Het Rijk van Nijmegen                    |               |
| 21 september                                 | 1987 | Nederland     | 9 - 3         | Ternesse Golf & Country Club             |               |
|                                              | 1986 | Nederland     | 8,5 - 3,5     | Noordwijkse Golfclub                     |               |
|                                              | 1985 | België        | 7.5 - 4,5     | Ternesse Golf & Country Club             |               |
| 23 oktober                                   | 1984 | Nederland     | 8,5 - 3,5     | Noord-Brabantsche Golfclub Toxandria     |               |
| 27 juni                                      | 1982 | België        | 7,5 - 4,5     | Ternesse Golf & Country Club             |               |
| 8 november                                   | 1981 | Nederland     | 9 - 3         | Eindhovensche Golf                       |               |
|                                              | 1980 | Nederland     | 8,5 - 3,5     | Koninklijke Golf Club Oostende           |               |
|                                              | 1978 | Nederland     | 9 - 3         | Eindhovensche Golf                       |               |
| 18 oktober                                   | 1977 | België        | 6,5 – 5,5     | Royal Zoute Golf Club                    |               |
|                                              | 1976 | gelijk        | 6 - 6         | ?                                        |               |
| 22 oktober                                   | 1975 | België        | 6,5 – 5,5     | Royal Antwerp Golf Club                  |               |
| 24 september                                 | 1974 | Nederland     | 9,5 – 2,5     | Utrechtse Golfclub De Pan                |               |
| 2 oktober                                    | 1973 | België        | 7 - 5         | Limburg Golf & Country Club              |               |
| 26 september                                 | 1972 | Nederland     | 7 - 5         | Koninklijke Haagsche Golf & Country Club |               |
| 5 juli                                       | 1971 | België        | 7 - 5         | Royal Antwerp Golf Club                  |               |
| 27 oktober                                   | 1970 | gelijk        | 6 - 6         | Noord-Brabantsche Golfclub Toxandria     |               |
| 23 september                                 | 1969 | België        | 9 - 3         | Royal Waterloo Golf Club                 |               |
| 1 oktober                                    | 1968 | Nederland     | 7,5 – 4,5     | Eindhovensche Golf                       |               |
| 26 september                                 | 1967 | België        | 6,5 - 5,5     | Royal Zoute Golf Club                    |               |
| 11 oktober                                   | 1966 | Nederland     | 8 - 4         | Eindhovensche Golf                       |               |
| 12 oktober                                   | 1965 | België        | 7,5 – 4,5     | Royal Latem Golf Club                    |               |
| 21 april                                     | 1964 | Nederland     | 7 - 5         | Eindhovensche Golf                       |               |
| 16 oktober                                   | 1963 | Nederland     | 6,5 – 5,5     | Royal Latem Golf Club                    |               |
| 17 oktober                                   | 1961 | Nederland     | 6,5 – 5,5     | Hilversumsche Golf Club                  |               |
| 25 oktober                                   | 1960 | België        | 7,5 - 4,5     | Koninklijke Golf Club van België         |               |
| 27 september                                 | 1960 | België        | 7 - 5         | Eindhovensche Golf                       |               |
| 21 oktober                                   | 1959 | België        | 6,5 – 5,5     | Royal Antwerp Golf Club                  |               |
| 4 november                                   | 1958 | Nederland     | 8 - 4         | Noord-Brabantsche Golfclub Toxandria     |               |
| 6 november                                   | 1957 | België        | 7 - 5         | Royal Antwerp Golf Club                  |               |
|                                              | 1956 | Nederland     | 7 - 5         | ?                                        |               |
|                                              | 1955 | België        | 9,5 – 2,5     | Royal Antwerp Golf Club                  |               |
|                                              | 1954 | Nederland     | 9 - 3         | ?                                        |               |
|                                              | 1952 | België        | 9,5 – 2,5     | ?                                        |               |
| 26 maart                                     | 1952 | gelijk        | 4,5 - 4,5     | Kennemer Golf & Country Club             |               |
| archief heeft geen gegevens van deze periode |      |               |               |                                          |               |
|                                              | 1938 | België        | ?             | Koninklijke Golf Club van België         |               |
|                                              | 1937 | Nederland     | ?             | Eindhovensche Golf                       |               |
|                                              | 1936 | België        | ?             | Royal Antwerp Golf Club                  |               |
|                                              | 1935 | Nederland     | ?             | Eindhovensche Golf                       |               |
|                                              | 1934 | België        | ?             | Koninklijke Golf Club van België         |               |
|                                              | 1933 | Nederland     | ?             | Kennemer Golf & Country Club             |               |
|                                              | 1932 | België        | ?             | Koninklijke Golf Club van België         |               |
|                                              | 1931 | Nederland     | 8 - 4         | Kennemer Golf & Country Club             |               |
|                                              | 1930 | België        | 7 - 5         | Koninklijke Golf Club van België         |               |